# Wojciech Siwek
Wojciech Siwek (ur. 17 sierpnia 1944 w Sarnowej, zm. 25 czerwca 2022 we Wrocławiu) – polski działacz społeczny, przedsiębiorca i publicysta.

## Życiorys
Urodził się 17 sierpnia 1944 w Sarnowej koło Rawicza, od 1947 mieszkał we Wrocławiu. Ukończył studia w zakresie inżynierii budownictwa lądowego na Politechnice Wrocławskiej. Działał w Zrzeszeniu Studentów Polskich (ZSP). Z festiwalem Jazz nad Odrą związał się w 1964, jeszcze w czasach studenckich i w 1966 został jego dyrektorem, w późniejszych latach był członkiem Rady Programowej festiwalu Jazz nad Odrą. Zaangażowany był w 57 jego edycji, był także współzałożycielem oraz prezesem Fundacji Jazz nad Odrą i współautorem dwutomowej historii festiwalu do roku 2014 i inicjatorem konkursu fotograficznego MK Jazz Foto.
Pracował również jako szef programowy klubu Pałacyk, w którym organizował koncerty jazzowe, a także pełnił funkcję kierownika administracyjnego teatru studenckiego Kalambur i był menedżerem zespołu Sami Swoi – za jego kadencji z zespołem rozpoczęła karierę Hanna Banaszak. Został wybrany pierwszym prezesem wrocławskiego oddziału Polskiego Stowarzyszenia Jazzowego (1977) i skarbnikiem zarządu głównego tego stowarzyszenia. Był współzałożycielem pierwszego we Wrocławiu klubu jazzowego Jazz Club Rura, właścicielem sklepu płytowego, konferansjerem, publicystą i współpracownikiem redakcji Jazz Forum.
Odznaczony Brązowym Medalem „Zasłużony Kulturze Gloria Artis” (2008) i laureat Wrocławskiej Nagrody Muzycznej (2019).
Żonaty, miał córkę.
Zmarł 25 czerwca 2022 we Wrocławiu na chorobę nowotworową i został pochowany na cmentarzu przy ulicy Smętnej we Wrocławiu.